# Kpélé Tsiko
Kpélé Tsiko est un village situé dans la région des Plateaux, au sud-ouest du Togo, dans la préfecture de Kpélé. Il est localisé à environ 120 km de Lomé, la capitale du pays, et à proximité de la ville de Kpalimé

## Géographie
Le village de Kpélé Tsiko se trouve au pied du plateau de Danyi, entre les localités d'Atimé et d'Adéta. La région est caractérisée par une végétation luxuriante et un climat favorable à l'agriculture.

## Histoire
Le nom "Tsiko" provient de "Tsikuawo", signifiant "ceux qui apportent l'eau". Cette dénomination reflète l'importance de l'eau dans la vie et l'histoire du village.

## Infrastructures et services

### Hôpital Baptiste Biblique
Kpélé Tsiko est principalement connu pour abriter l'Hôpital Baptiste Biblique, également appelé Karolyn Kempton Memorial Christian Hospital. Fondé en 1985, cet hôpital de 50 lits offre des services médicaux complets, avec plus de 18 000 consultations externes et 2 500 hospitalisations annuelles. Il dispose de services de chirurgie, de maternité avec environ 600 accouchements par an, et d'une unité de soins intensifs. L'hôpital est également impliqué dans des programmes de formation infirmière, des cliniques mobiles de santé et des initiatives communautaires de santé.

### Aérodrome de Kpélé Tsiko
Le village possède un aérodrome avec une piste en terre couverte d'herbe, mesurant 940 mètres de long sur 25 mètres de large. Cet aérodrome facilite l'accès au village et à l'hôpital pour les patients et le personnel médical venant de différentes régions.

### Autres infrastructures
En 2021, le village a été doté d'un forage photovoltaïque, améliorant l'accès à l'eau potable pour les habitants. De plus, l'hôtel « Hubert le Grand » a ouvert ses portes à Kpélé Tsiko, offrant des services d'hébergement avec trois suites, onze chambres climatisées et ventilées, une salle de conférence, un nightclub et une cave à vin.

## Culture et événements
Kpélé Tsiko est un centre de biodiversité culturelle. En 2018, le village a accueilli la Semaine de la biodiversité culturelle, organisée par l'ONG Jeunes Volontaires pour l'Environnement (JVE). Cet événement a rassemblé des jeunes, des acteurs environnementaux et des journalistes pour célébrer la diversité culturelle et promouvoir l'agroécologie.

## Démographie
Les informations précises sur la population de Kpélé Tsiko ne sont pas disponibles dans les sources consultées. La population est principalement engagée dans l'agriculture, avec des cultures telles que le maïs, le manioc et les légumes locaux.